# 阿姆斯特丹阿姆斯特爾車站
阿姆斯特丹阿姆斯特爾車站（荷蘭語：Station Amsterdam Amstel）位於荷兰首都阿姆斯特丹，为阿姆斯特丹－阿納姆鐵路上的一座鐵路車站，於1939年10月15日，由荷蘭女王威廉明娜舉行啟用。阿姆斯特爾車站位於阿姆斯特丹東，鄰近阿姆斯特爾河。車站大廳裝飾有荷蘭畫家彼得·阿爾瑪創作的幾幅壁畫，這些壁畫反映了技術進步，特別是鐵路技術進步的重要性。

## 轉乘
可轉乘阿姆斯特丹地鐵51號線、53號線、54號線。